# Wanderers (2014)
Wanderers é um curta metragem sueco de ficção científica lançado em 2014 e criado pelo artista digital e diretor Erik Wernquist. O curta representa localizações reais no Sistema Solar sendo investigadas por exploradores humanos, ajudados por uma hipotética tecnologia espacial. Das quinze cenas do curta, Wernquist criou algumas somente usando computação gráfica, mas algumas são baseadas em imagens reais realizadas por espaçonaves robóticas e astromóveis combinadas com elementos gerados por computador.
Wanderers é narrado pelo astronômo Carl Sagan lendo do livro Pale Blue Dot.

## História
O curta começa com um grupo de nômades por volta de 10,000 ADC, viajando através do Oriente Médio. Brilhando acima deles no céu escurecendo-se estão as cinco "estrelas vagantes" visíveis ao olho nu em nosso Sistema Solar que talvez, algum dia, sejam visitadas pelos descendentes dos viajantes humanos. O curta então corta para o futuro e mostra uma imensa nave interplanetária deixando a órbita da Terra enquanto carrega colonos espaciais para outro planeta ou lua.

### Marte

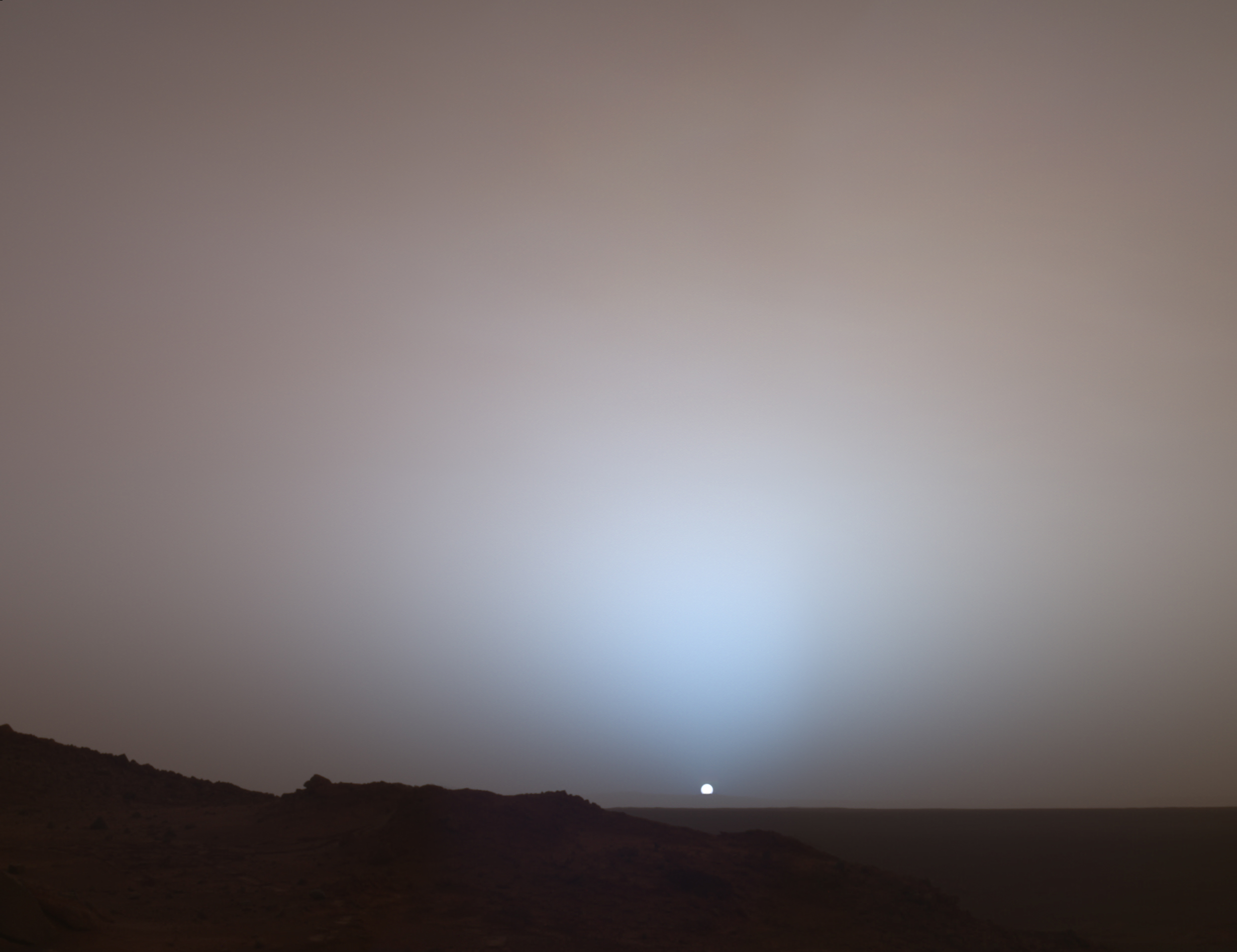
Erik Wernquist adiciona explorados humanos nesta foto tirada pelo astromóvel Spirit em Marte para criar a cena "Por do Sol Azul" em Wanderers.

Com exceção da Lua, nenhum outro corpo no Sistema Solar foi explorado e examinado para futura colonização humana de forma mais intensa que Marte. Em Wanderers, Wernquist começa com imagens da NASA e então cria cenas mostrando o possível futuro marciano: no começo, a cabine de um elevador espacial desce transportando suprimentos para uma colônia na superfície; No segundo, trabalhadores em trajes espaciais esperam perto da cratera Victoria por dirigíveis que se aproximam; e a terceira, um grupo de caminhantes (que provavelmente estão acostumados a assistirem o pôr do Sol avermelhado na Terra) aproveitam a visão do céu marciano brilhando com uma cor azulada ao redor do Sol que se põe.

### Saturno e suas luas

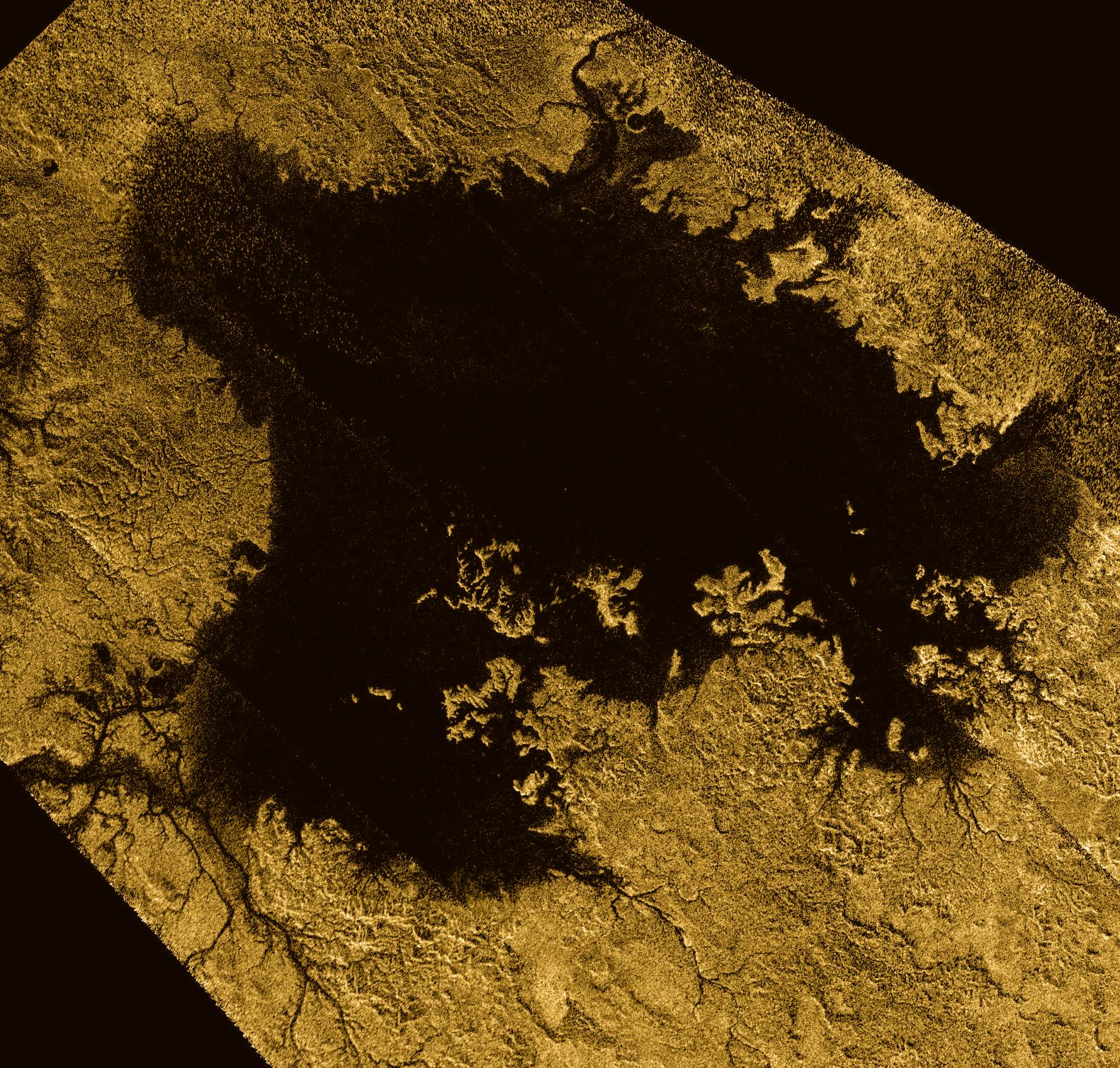
Wanderers mostra aventureiros utilizando asas parecidas com as de aves para voar pelo lago de metano Ligeia Mare, em Titã.

Wanderers sabe aproveitar-se da riqueza de informações e imagens enviadas pela missão Cassini-Huygens: um terco de suas cenas mostram ou Saturno ou uma de suas luas. Uma cena tem um close-up extremo dos anéis de Saturno - a perspectiva de dentro do plano dos anéis, olhando para cima a partir dos detritos de gelo que compõe os anéis para uma pessoa flutuando logo acima do plano. A cena final (discutida em detalhes abaixo) mostra os anéis a distância, iluminados pelo Sol atrás deles, derramando um brilho luminoso nos topos das nuvens no lado noturno que Wernquist chama de "brilho dos anéis".
Numa cena na lua Titã que só é imaginável devido à gravidade relativamente baixa desta lua,  sua atmosfera grossa e nublada e utilizando-se de um isolante térmico hiper eficiente e ainda não descoberto, humanos voam por cima do mar de metano Ligeia Mare utilizando asas com aproximadamente o mesmo tamanho - relativo aos seus corpos - como asas de aves. A visão de uma nave movendo-se através dos cristais de água salgada ejetados por Encélado é uma lembrança de que um oceano líquido em baixo de sua superfície congelada potencialmente pode prover um ambiente capaz de sustentar alguma forma de vida. Uma cadeia de bases humanas em Jápeto são representadas nos topos de seu cume equatorial [en], casa uma coberta por um domo imenso e (aparentemente) transparente que não sobre a vista de Saturno e seus anéis.

### Júpiter, sua lua Europa e Miranda (lua de Urano)

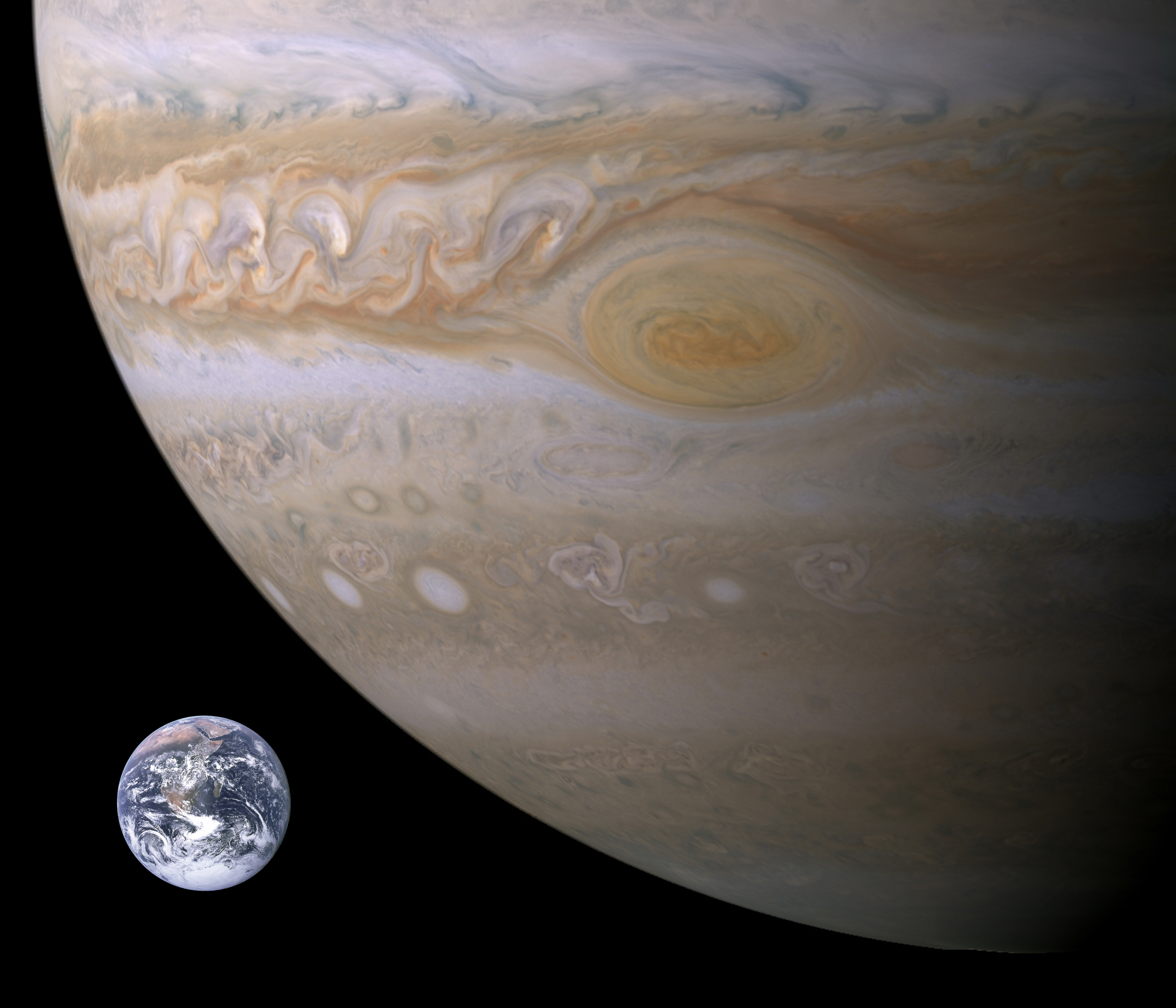
Comparado com a gravidade da Terra, o tamanho massivo de Júpiter cria uma en tão sufocante que o curta só poderia mostrar os aventureiros perto da Grande Mancha Vermelha flutuando na órbita que passa por cima.

Wanderers não especifica se os aventureiros que apresenta são astronautas, cosmonautas ou taikonautas governamentais, ou astronautas comerciais, participantes dos voos espaciais ou somente turistas espaciais. Wernquist simplesmente os chama de "passageiros", "pessoas" e "caminhantes" e nenhuma das naves carregam o logo de uma agência espacial ou uma empresa espacial privada. Independentemente da designação oficial, as pessoas vistas em duas cenas de Júpiter e uma em Urano com sua lua Miranda devem serem chamados de "aventureiros".
Numa cena vista numa órbita acima de Júpiter, a área de carga de uma nave e mostra um aventureiro amarrado começando uma caminhada espacial, com a Grande Mancha Vermelha logo abaixo. Também vemos aventureiros andando pela superfície gelada da lua Europa e que assim também podem estarem andando acima de micróbios extraterrestres. Outro grupo de aventureiros fazem BASE jumping a partir de um penhasco em Miranda, a menor lua redonda de Urano. O penhasco em questão,  en, pode ter de 5 a 10 quilômetros de altura. Em combinação com a baixa gravidade de Miranda, Wernquist estima que os saltadores poderem aproveitar uma queda livre de, talvez, 12 minutos, antes de acionarem um pequeno foguete para interromperem a queda.

### O "Terrário", um asteróide oco e habitado

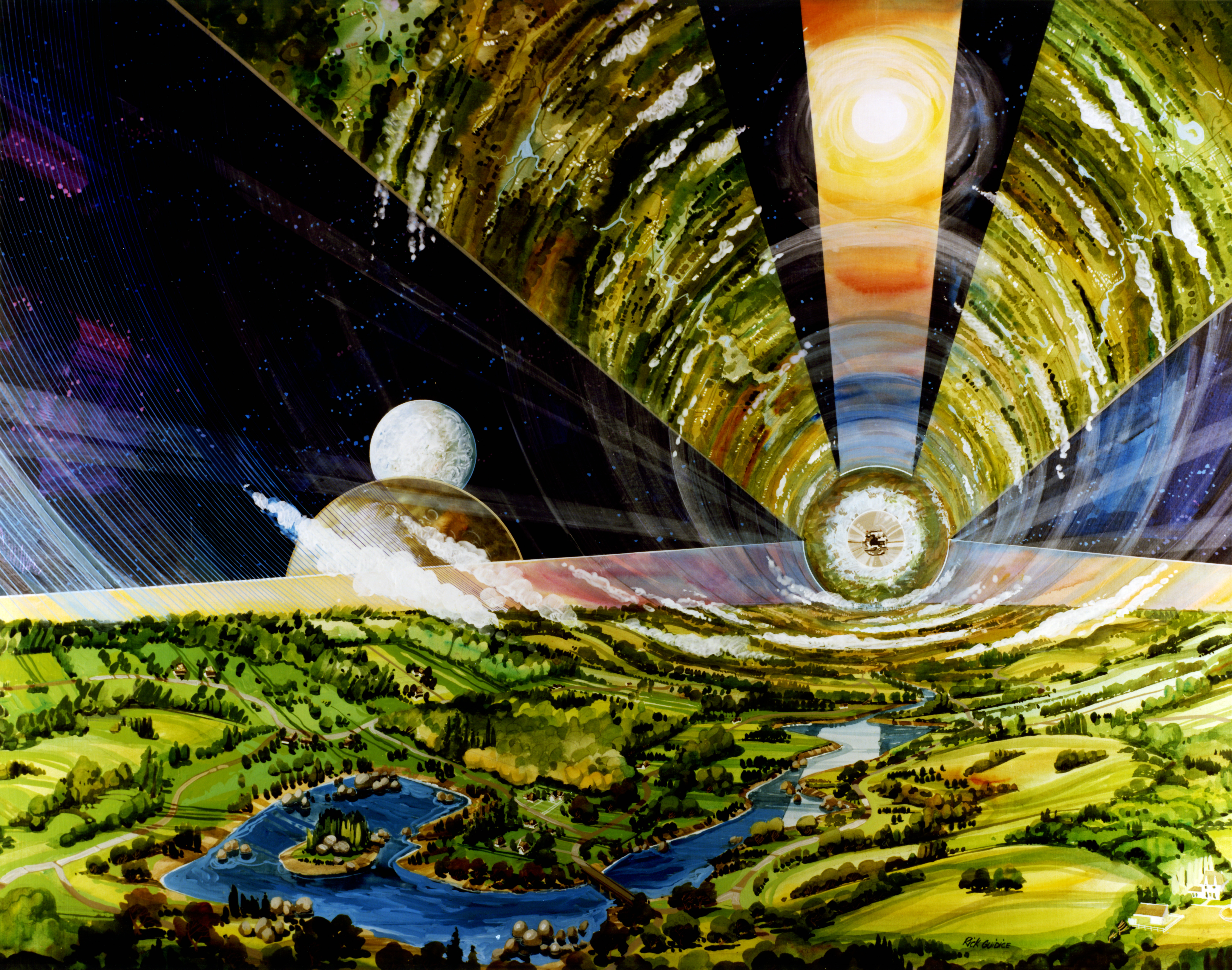
Um cilindro de O'Neill parecido com o asteróide Terrário de Wanderers: ambos são habitates espaciais imensos e hipotéticos que rotacionam para criarem uma gravidade artificial.

O curta inclui uma ilustração dramática de utilização de recursos in-situ: mostra um asteróide da cintura principal que poderia servir de habitat para colonos e uma estação espacial para viajantes que se aventurem além da órbita de Marte. O interior consiste de um ecossistema artificial com ar respirável e pressurizado,  terreno, solo, corpos de água e nuvens rotacionando ao redor de uma fonte periódica de  luz solar artificial.
Wernquist admite que sua visão de um asteróide terraformado é "a parte mais especulativa do curta", mas que a adicionou "para visualizar as possibilidades da engenharia e construção da humanidade". Ele chama o asteróide de terrário, aplicando o mesmo nome usado por Kim Stanley Robinson em seu romance de ficção científica hard 2312.

### O final: o "brilho dos anéis" de Saturno

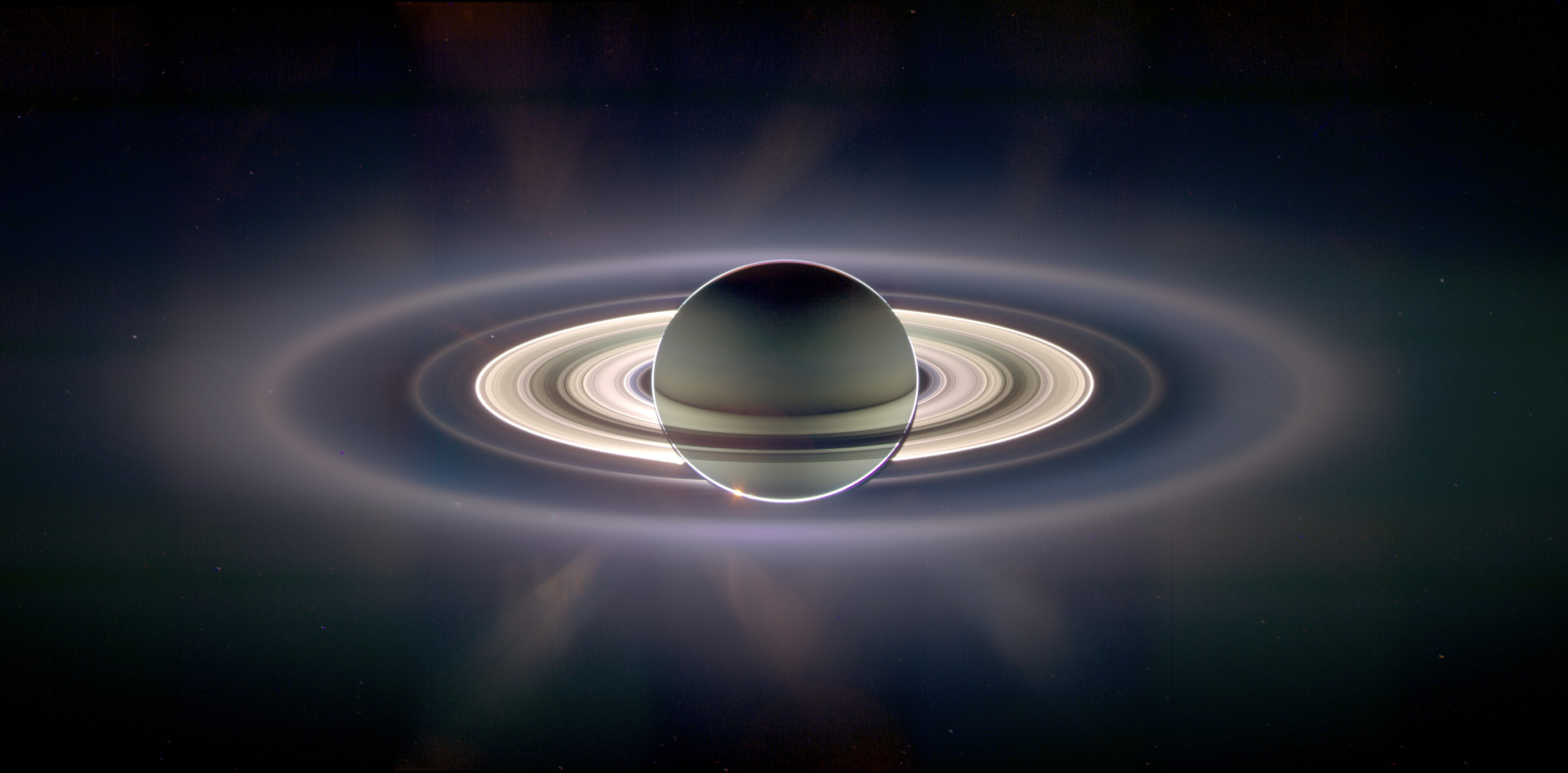
Imagens como essa da Cassini (um mosaico de fotos reais com cores exageradas) inspiraram a cena final.

Em Saturno, dirigíveis são vistos em nuvens distantes, um tanto parecidos com o conceito  HAVOC contemplados pela NASA para uma possível missão à Vênus. Os dirigíveis são cobertos pelos anéis colossais do planeta. Numa dessas naves, uma exploradora olha à distância, vestindo uma jaqueta isolante, uma touca de pelo e uma máscara respiratória. Enquanto as nuvens de Saturno refletem em sua máscara, que esconde sua boca, ela sorri maravilhada. A narração de Carl Sagan concluí o curta falando:
Talvez seja um pouco cedo. Talvez ainda não tenha chegado a hora. Mas estes outros mundos — oportunidade inimagináveis — acenam. Silenciosamente, eles orbitam o Sol, esperando.

## Desenvolvimento
Wanderers é baseado nas visões de seu diretor, Erik Wenquist, sobre o futuro da humanidade no espaço sideral. Os visuais do curta, animados por Wernquist, são recriações digitais de lugares reais no Sistema Solar; apesar de especulativa, a tecnologia apresentada no curta é derivada de conceitos científicos e ideias preexistentes. Os fundos do filme são feitos a partir de dados de mapeamento e/ou fotografias da NASA. Os visuais são inspirados pelos trabalhos dos escritores de ficção científica Arthur C. Clarke e Kim Stanley Robinson, como também o ilustrador Chesley Bonestell.
Com autorização de Ann Druyan, viúva do astrônomo Carl Sagan, Wernquist adicionou trechos da narração de Sagan tirada do livro Pale Blue Dot no decorrer do curta.

## Lançamento e reações
O curta foi publicado no Vimeo em 11 de outubro de 2014 e oficialmente no YouTube em 4 de agosto de 2015.
O curta recebeu resenhas extremamente positivas desde seu lançamento. Leonard David, um colunista do Space.com chamou-o de uma "produção maravilhosa". Amy Shira Teitel, do Nerdist [en] disse que o curta é "brilhantemente realistico" e que "pode ser até melhor que Interstellar". Dante D'Orazio, do The Verge, escreveu que o curta é "uma jornada incrivelmente linda através de nosso Sistema Solar" e que enquanto "não tem uma história tradicional, os visuais e trilha sonora (junto das palavras de Sagan) o farão, também, sonhar com o dia em que nos tornaremos uma espécie multi-planetária."